# Maison (1 place des Carmes, Tours)
Pour les articles homonymes, voir Maison (homonymie).
La maison, 1 place des Carmes est une ancienne maison en pierre de taille et pans de bois dans la ville de Tours, dans le département français d'Indre-et-Loire.
Ses façades et ses toitures sont inscrites comme monuments historiques en 1946 ; une cheminée intérieure bénéficie de la même protection patrimoniale en 1998.

## Localisation
La maison est située à l'angle nord-ouest de la place des Carmes et de la rue Littré, non loin de la rive de la Loire à l'époque médiévale. Ce quartier du bourg Saint-Pierre est alors un secteur commerçant, lié à la proximité du tombeau de saint Martin, lieu de pèlerinage pour de nombreux fidèles.

## Histoire
La maison est construite dans le courant du XVe siècle mais certains aménagements intérieurs sont plus tardifs, comme une cheminée peinte datée de la Renaissance.

## Description
La maison se compose d'un rez-de-chaussée maçonné, surmonté de deux étages et d'un comble à pans de bois, le mur gouttereau sud étant revêtu d'un essentage d'ardoises.
La porte donnant sur la rue Littré est surmontée d'une accolade en bois sculpté mais les décorations des poteaux corniers supportant l'encorbellement ont disparu. Une cheminée du premier étage est représente un combat à cheval et à pied peint en camaïeu.

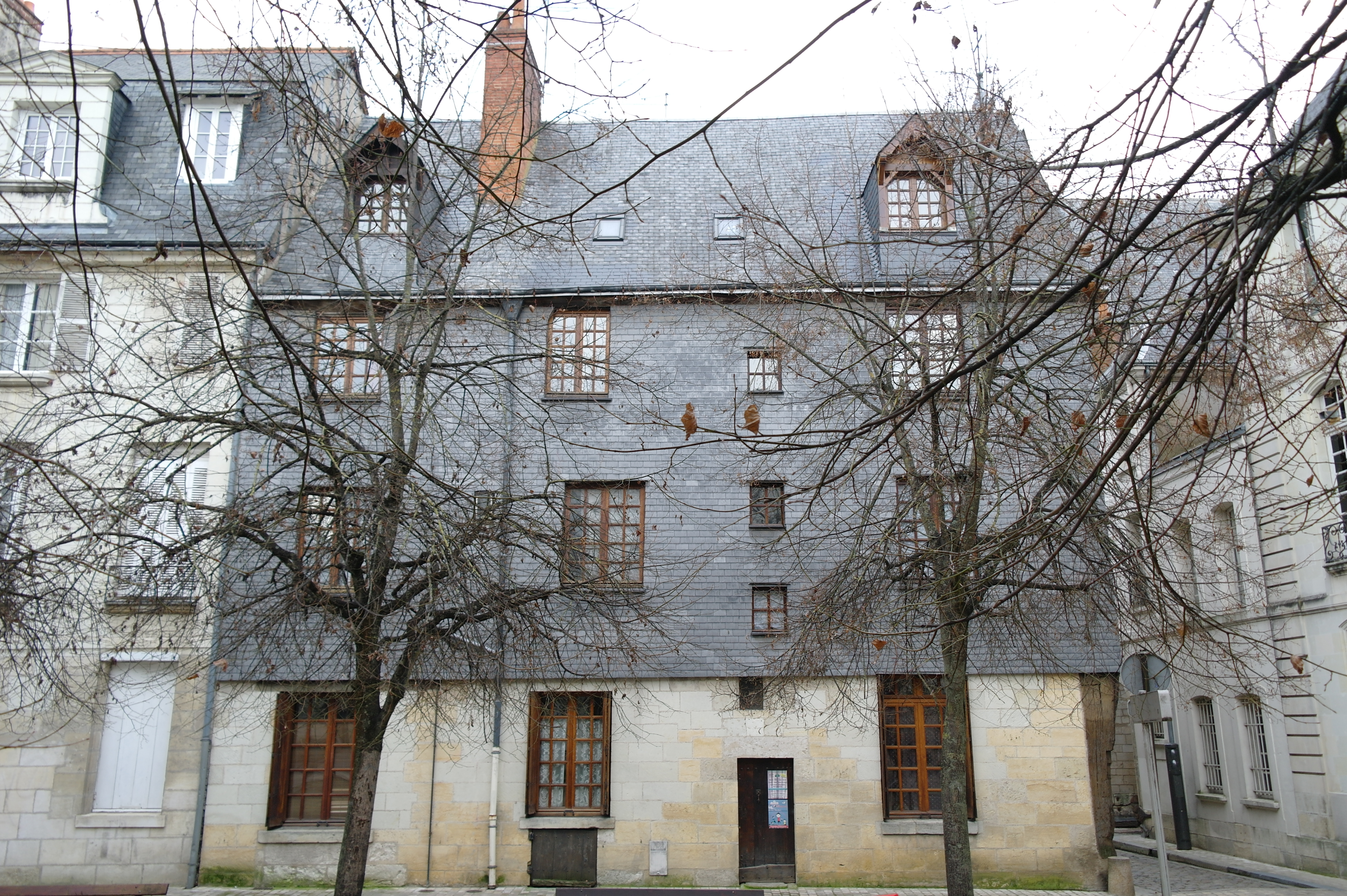
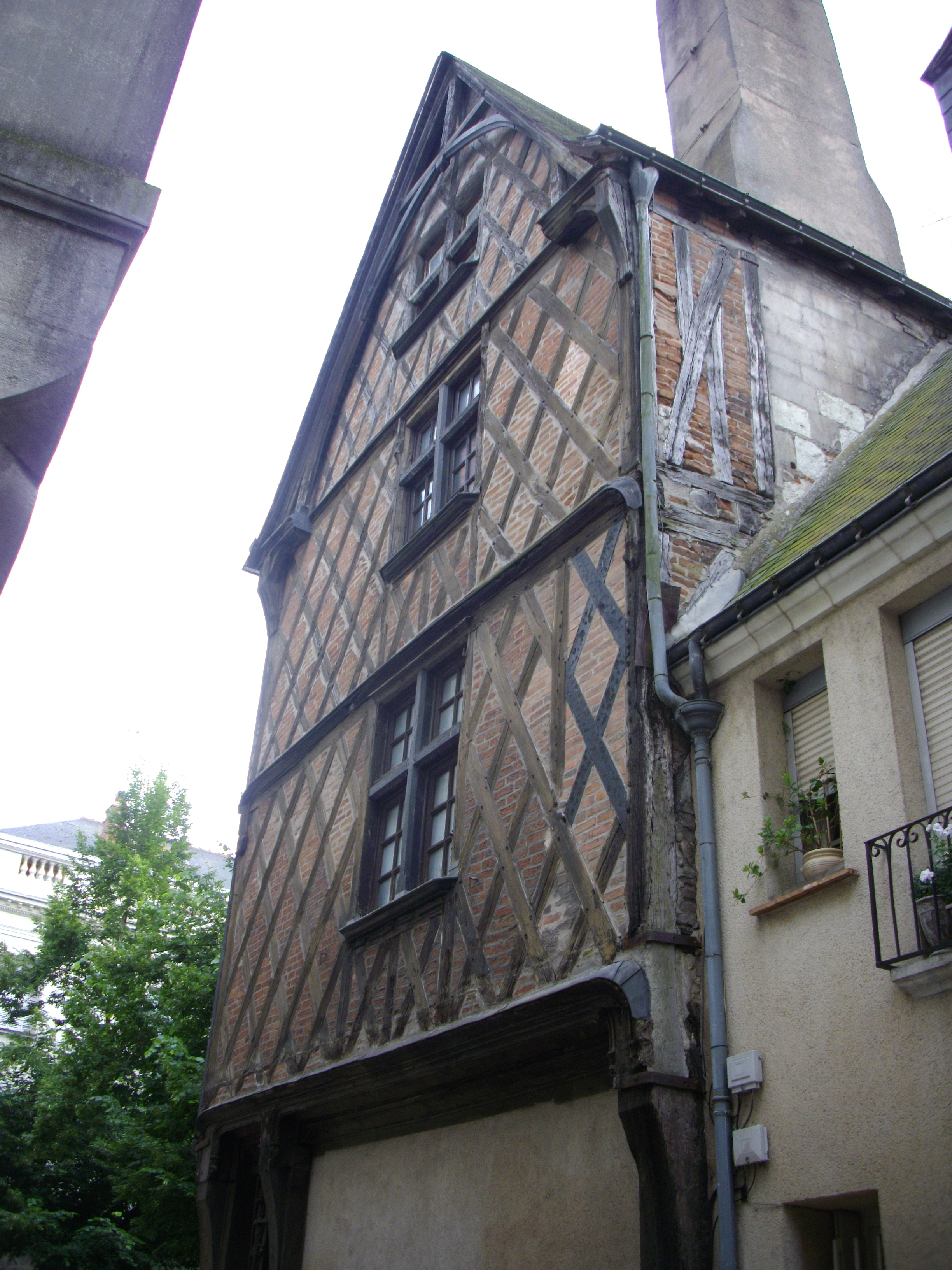

## Pour en savoir plus